# Cessna 425
Cessna 425 (первое название — Corsair, позже — Conquest I) — американский лёгкий турбовинтовой самолёт общего назначения. Разработан компанией Cessna на основе модели Cessna 421, первый полёт - 12 сентября 1978 года. Серийный выпуск - с 1981 по 1986, выпущено 236 самолётов.

## Конструкция самолёта
Цельнометаллический низкоплан нормальной аэродинамической схемы с двумя турбовинтовыми двигателями. Шасси трёхстоечное убирающееся.

## Лётно-технические характеристики
- Экипаж: 1

- Пассажировместимость: 7

- Длина: 10.9 м

- Размах крыла: 13.5

- Масса пустого: 2244.4 кг

- Максимальная взлётная масса: 3719.5 кг

- Двигатель: 2 × ТВД Pratt & Whitney Canada PT6A-112 мощностью 450 л. с. каждый

- Максимальная скорость: 498 км/ч

- Дальность: 2480 км

- Практический потолок: 10180 м